# Daphne Bozaski
Daphne Bozaski (São Paulo, 14 de agosto de 1992) é uma atriz e bailarina brasileira. É conhecida por ter feito a personagem Lali Monstra, na série infantil Que Monstro te Mordeu?, e pela sua personagem Benê em Malhaçao: Viva a Diferença, sendo uma das protagonistas. Estrelou a série As Five, criada e dirigida por Cao Hamburguer e disponibilizada pelo Globoplay desde 20 de novembro de 2020.

## Carreira
Começou sua formação no ballet clássico, para logo continuar com a dança contemporânea na Universidade Federal do Paraná. Sua carreira no teatro profissional começou em 2004, na cidade de Curitiba. Sua formação foi direta nos palcos. Em 2012 atuou no CPT com o espetáculo Toda Nudez Será Castigada, dirigida por Antunes Filho.  
Em 2013 iniciou sua carreira no audiovisual quando protagonizou a série Que monstro te Mordeu?, exibida TV Cultura e na Netflix. Em 2015 formou-se no núcleo experimental de atores do Sesi SP. Em 2017 fez sua primeira novela na Rede Globo, no papel da personagem Benê, que é autista, em Malhação: Viva a Diferença. Em 2020 voltou a interpretar a Benê na série As Five, spin-off de Malhação. A história contava como estava a vida das personagens seis anos após se formarem no colégio, tendo que enfrentar os problemas da vida adulta. A segunda temporada da série estreou em 8 de fevereiro de 2023 e a terceira - e última - temporada teve todos os seus oito capítulos disponibilizados em 1º de março de 2024 na Globoplay. Na sequência, interpretou a guatemalteca Lupita de La Cruz na telenovela Família É Tudo, que estreou em 4 de março do mesmo ano.  
Em 2025 foi anunciada no elenco de Três Graças como a ambiciosa Lucy, sua primeira personagem no horário das 21h e primeira vilã. 

## Vida pessoal
A atriz possui ascendência polonesa. É casada desde 2018 com o chef de cozinha Gustavo Araújo, e teve com ele um filho em 24 de dezembro do mesmo ano, cujo nome é Caetano. É filha da atriz Ivete Bozaski.

## Filmografia

### Televisão
| Ano      | Título                                             | Personagem                                                | Notas               |
| -------- | -------------------------------------------------- | --------------------------------------------------------- | ------------------- |
| 2014     | Pedro & Bianca                                     | Ritinha                                                   | Episódio: "Bombado" |
| 2014     | Que Monstro te Mordeu?                             | Lali Monstra                                              |                     |
| 2014     | Experimentos Extraordinários                       | Camila                                                    |                     |
| 2016     | Lili, a Ex                                         | Bruninha                                                  |                     |
| 2017     | Manual para se Defender de Aliens, Ninjas e Zumbis | Tina                                                      |                     |
| 2017 —18 | Malhação: Viva a Diferença                         | Benedita Teixeira Ramos (Benê)                            | Temporada 25        |
| 2019     | Ilha de Ferro                                      | Maria Eduarda Giordano                                    |                     |
| 2020—24  | As Five                                            | Benedita Teixeira Ramos (Benê)                            |                     |
| 2021—22  | Nos Tempos do Imperador                            | Maria Dolores Cavalcanti Mendes (Dolores)                 |                     |
| 2024     | Família É Tudo                                     | Lupita Maria Del Rosario Sanchez Perez de La Cruz Mancini |                     |
| 2025     | Três Graças                                        | Lucélia (Lucy)                                            |                     |

### Cinema
| Ano  | Título           | Personagem | Nota(s)        |
| ---- | ---------------- | ---------- | -------------- |
| 2012 | O Sonho de Nina  | Erica      | Curta-metragem |
| 2016 | Cinelab          | Ela mesma  | Documentário   |
| 2017 | Gosto Se Discute | Kelly      |                |

## Teatro
| Ano  | Título                       | Personagem       |
| ---- | ---------------------------- | ---------------- |
| 2004 | O Grande Rei Leão            | Nala             |
| 2007 | O Menino Maluquinho          | Juju             |
| 2009 | Romeu e Julieta              | Julieta Capuleto |
| 2010 | Alice no País das Maravilhas | Alice            |
| 2011 | Freak Show                   | Sharon           |
| 2011 | Depois Daquela Viagem        |                  |
| 2012 | Mulheres Pobres              | Dalila           |
| 2012 | Toda Nudez Será Castigada    |                  |
| 2015 | Os Recicláveis, Musical      |                  |
| 2015 | Em Abrigo                    |                  |
| 2018 | A Noite de 16 de Janeiro     |                  |

## Prêmios e indicações
| Ano  | Associações                     | Categoria                                    | Nomeações                  | Resultado | Ref.   |
| ---- | ------------------------------- | -------------------------------------------- | -------------------------- | --------- | ------ |
| 2017 | Prêmio F5                       | Melhor Atriz                                 | Malhação: Viva a Diferença | Indicada  | [ 8 ]  |
| 2017 | Prêmio Contigo! Online          | Melhor Atriz Revelação                       | Malhação: Viva a Diferença | Venceu    | [ 9 ]  |
| 2017 | Prêmio Extra de Televisão       | Revelação Feminina do Ano                    | Malhação: Viva a Diferença | Indicada  | [ 10 ] |
| 2017 | Melhores do Ano NaTelinha       | Melhor Ator ou Atriz Revelação               | Malhação: Viva a Diferença | Indicada  | [ 11 ] |
| 2021 | SEC Awards                      | Melhor Atriz em Série Nacional               | As Five                    | Indicado  | [ 12 ] |
| 2021 | SEC Awards                      | Personagem Favorito (como Benê)              | As Five                    | Indicado  | [ 12 ] |
| 2021 | Melhores do Ano - RD1           | Melhor Atriz Coadjuvante                     | Nos Tempos do Imperador    | Venceu    | [ 13 ] |
| 2021 | Prêmio Notícias de TV.com       | Ator ou Atriz de Novela                      | Nos Tempos do Imperador    | Indicado  | [ 14 ] |
| 2024 | Prêmio Globo de Melhores do Ano | Melhor Atriz Coadjuvante                     | Família É Tudo             | Venceu    | [ 15 ] |
| 2024 | BreakTudo Awards                | Melhor Shipp de Ficcção (com Thiago Martins) | Família É Tudo             | Indicado  | [ 16 ] |
| 2024 | Prêmio APCA de Televisão        | Atriz                                        | Família É Tudo             | Pendente  | [ 17 ] |